# Surinaamse parlementsverkiezingen 2025/Kandidatenlijst/VLS
Dit is de lijst van kandidaten voor de Surinaamse parlementsverkiezingen in 2025 van de VLS. De lijsttrekker is Raghni Bajnath. De verkiezingen vinden plaats op 25 mei 2025.
De onderstaande deelnemers kandideren op grond van landelijke evenredigheid voor een zetel in De Nationale Assemblée. Los van deze lijst vinden tegelijkertijd de verkiezingen plaats voor de districtsraden en de ressortraden.
Vier kandidaten op de lijst van VLS werden geschrapt en ook drie plaatsvervangende kandidaten kwamen niet door de controle.

## Kandidatenlijst
Hieronder volgt de kandidatenlijst.
1. Raghni Bajnath (Raghni Wandana Bajnath)
2. Winston van der Leuv (Winston Harvey van der Leuv)
3. Sereswatie Shamlal
4. Anand Omapersad (Lachman Anand Omapersad)
5. Sila Deel
6. Henk Plein (Henk Marlon Alfred Plein)
7. Radjeswarnath Basant
8. Faria Madjoe (Faria Mominakhatoen Madjoe)
9. Dennis Chandansingh (Dennis Vinod Vincentius Chandansingh)
10. Aartie Jabo
11. Rajees Pahladsingh (Rajees Sohanram Deepak Lav Pahladsingh)
12. Aarti Doekharan
13. Ferdinand Danning (Ferdinand Frederik Danning)
14. Juanita Wong Swie San (Juanita Janine Wong Swie San)
15. Andro Loods (Andro Iwan Hedwig Loods)
16. Bibi Yassin (Bibi Nazimoon Yassin)
17. Samuel Lachman (Samuel Arwien Lachman)
18. Patricia Kromosono (Patricia Waginten Kromosono)
19. Mohamed Abdoel (Mohamed Waheed Abdoel)
20. Nicolle Orban (Nicolle Nathalie Orban)
21. Roy Rewat (Roy Kamalprekash Rewat)
22. Samanta Bissoondial
23. Gourisha Pahladsingh (Gourisha Tirshana Pahladsingh)
24. Quincy Mandikarijo (Quincy Radhen Hendarto Mandikarijo)
25. Miquel Girdhari (Miquel Rafaël Girdhari)
26. Shantoesha Gonesh-Chaube
27. Keith Getrouw (Keith Ian Getrouw)
28. Bhojwattee Oemraw
29. Ajay Debie
30. Ray Sawirja (Ray Sarnoh Sawirja)
31. Rosanna Soebhan (Rosanna Razia Soebhan)
32. Ritesh Badloe (Riteshkumar Riaz Badloe)
33. Reena Persaud (Reena Suraya Persaud)
34. John Antonius (John Marcel Antonius)
35. Edgar Jap A Joe (Edgar Humphrey Jap A Joe)
36. Anita Baran
37. Ritesh Malaha (Ritesh Denny Malaha)
38. Shailishkoemar Ramautar
39. Sjamanand Mangal
40. Lisa Loswijk (Lisa Ruth Loswijk)
41. Roepnarain Boedhoe
42. Daniëlle Walker (Daniëlle Rocksan Walker)
43. Zachary Tolud (Zachary Chemarei Tolud)
44. Sharil Ramautar (Sharil Shiras Ramautar)
45. Gonesh Soekhoe
46. Ruth Palata (Gwanizah Ruth Palata)
47. Rayshri Nakched (Rayshri Shivani Nakched)
48. Macarla Jeroe (Macarla Marijke Jeroe)
49. Sherinah Chatoergoen (Sherinah Madhuwie Chatoergoen)
50. Vikash Ramlakhan (Vikash Giovanni Priyant Ramlakhan)

Kandidaten per partij: A20 · 
ABOP · 
APP · 
BEP · 
DA'91 · 
DNL · 
DUS · 
NDP · 
NPS · 
OPTSU · 
PL · 
PVC · 
VHP · 
VLS